# 2016년 3월 앙카라 폭탄 테러
2016년 3월 앙카라 폭탄 테러(튀르키예어: Mart 2016 Ankara saldırısı)는 2016년 3월 13일 튀르키예의 수도 앙카라에서 발생한 폭탄 테러 사건이다. 이 테러로 인해 적어도 37명이 사망했고 125명이 부상을 입었으며, 이중 19명은 생명이 위독한 것으로 알려졌다. 폭탄을 실은 차량이 테러에 사용됐으며, 민간인이 이용하는 버스를 타겟으로 했다고 튀르키예 정부 고위관계자가 말했다. 테러는 앙카라의 다운타운인 크즐라이 귀벤 공원 근처 옆 버스 정류장에서 발생했으며, 주변 건물과 차량도 파손됐다. 최초 보도에 따르면 버스와 주변 차량이 완전히 전소됐다.

## 배경
2015년 7월 이후 튀르키예는 여러 안보 위협에 시달리고 있었다.

## 테러
테러가 발생한 앙카라의 귀벤 공원 버스정류장은 앙카라에서 가장 많은 버스 노선이 다니는 지역이다. 버스 정류장이 여러개 위치해있고, 바로 북쪽에는 크즐라이 광장이 있는 앙카라의 다운타운이다.

## 사상자
적어도 37명이 사망했으며, 125여명이 폭발로 인해 다쳤다.

## 같이 보기
- PKK 반란 (2015년~현재)
- 2015년 수루츠 폭탄 테러
- 2015년 앙카라 폭탄 테러
- 2016년 이스탄불 폭탄 테러
- 2016년 2월 앙카라 폭탄 테러